# 가나가와정 (오카야마현)
가나가와정(金川町)은 오카야마현 미쓰군에 있던 정이다. 현재의 오카야마시에 해당한다.

## 역사
- 1889년 6월 1일 - 정촌제 시행에 의해 쓰다카군 3개 촌의 구역을 가지고 가나가와촌이 발족하였다.
- 1900년 4월 1일 - 소속군이 미쓰군으로 변경되었다.
- 1953년 4월 1일 - 마키야마촌, 우가키촌, 우카이히가시촌, 우카이니시촌, 아카이와군 고조촌, 가쓰라기촌과 합병해 미쓰정이 발족, 동일 가나가와정은 폐지되었다.

## 교통

### 철도
- 일본국유철도
  - 쓰야마선

## 참고문헌
- 角川日本地名大辞典 33 岡山県